# Beauvoir-en-Lyons
Beauvoir-en-Lyons ist eine französische Gemeinde mit 630 Einwohnern (Stand: 1. Januar 2022) im Département Seine-Maritime in der Region Normandie. Sie gehört zum Arrondissement Dieppe und ist Teil des Kantons Gournay-en-Bray (bis 2015: Kanton Argueil).

## Geographie
Beauvoir-en-Lyons liegt etwa 36 Kilometer ostnordöstlich von Rouen. Umgeben wird Beauvoir-en-Lyons von den Nachbargemeinden Fry im Norden und Nordwesten, Hodeng-Hodenger im Norden, Brémontier-Merval im Osten und Nordosten, Elbeuf-en-Bray im Osten, Avesnes-en-Bray im Osten und Südosten, Bosc-Hyons im Südosten, Bézancourt im Süden, La Feuillie im Westen und Südwesten sowie Le Mesnil-Lieubray im Nordwesten.
Durch die Gemeinde führt die Route nationale 31.

## Bevölkerungsentwicklung
| Jahr                      | 1962 | 1968 | 1975 | 1982 | 1990 | 1999 | 2006 | 2013 |
| Einwohner                 | 669  | 561  | 539  | 464  | 463  | 473  | 556  | 629  |
| Quelle: Cassini und INSEE |      |      |      |      |      |      |      |      |

## Sehenswürdigkeiten

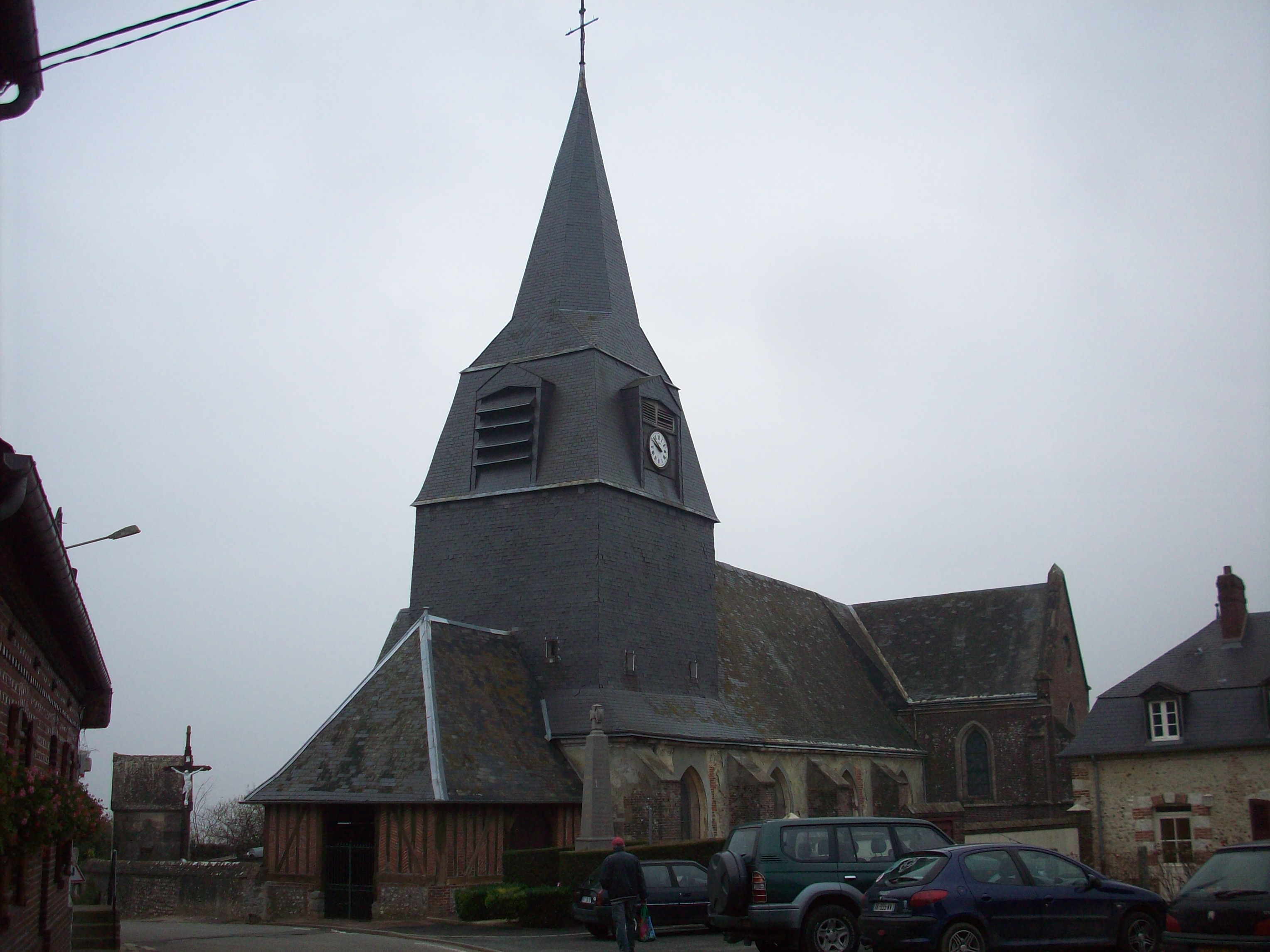
Kirche Saint-Nicolas

- Kirche Saint-Nicolas aus dem 13. Jahrhundert, heutiger Bau aus dem 18. Jahrhundert
- Kapelle der früheren Priorei Saint-Laurent-en-Lyons
- Reste der Burg aus dem 12. Jahrhundert
- Schloss Bos-Hyons in Routieux
- Wald von Lyons